# 장 란
장 란(Jean Lannes, 1769년 4월 10일 ~ 1809년 5월 31일)은 프랑스 혁명 전쟁과 나폴레옹 전쟁 당시의 프랑스의 장군이다.
미천한 마부의 아들 중 한 명으로 태어었으나 원수 자리까지 올랐다. 란은 조아생 뮈라와 더불어 나폴레옹 세력의 2인자이자 나폴레옹의 절친이었다.

## 생애
마부의 아들로 태어나 1792년에 국민위병에 지원했고 피레네조리앙탈 부대에서 스페인에 맞서 싸웠다.
특히 1796년 4월 14일 ~ 4월 15일에 벌어진 이탈리아 2차 데고 전투에서 용맹을 떨쳐 나폴레옹의 주목을 받았다.
그 후에 1798년 ~ 1799년에 이집트 카이로 함락 작전, 시리아 가자 포위전, 생장다르크 포위전 등을 이끌었고 1798년에 나일 해전에서 중상을 입었다.
그리고 나폴레옹의 브뤼메르 18일 쿠데타에 가담했고 1800년 6월 9일 몬테벨로 전투에서 오스트리아를 무찔러 마렝고 전투 승리의 지름길이 되었다.
그 뒤 프랑스의 원수가 되어 1805년 10월 울름 전투, 1805년 12월 아우스터리츠 전투와 예나-아우어슈테트 전투에 참가했다. 1806년 12월 26일 폴란드 푸우투스크 전투와 1807년 6월 프리틀란트 전투에서 러시아를 무찔렀다.
그 다음에는 스페인 원정에 파견되어 1809년 2월 20일에 치열한 전투 끝에 사라고사를 함락시켰다. 그러나 아스펜-에슬링 전투에서 포탄을 맞고 부상을 당해 9일 만에 사망했다.

## 같이 보기
- 제5차 대프랑스 동맹